# The Last Summer (film)
The Last Summer är en amerikansk romantisk komedi regisserad av William Bindley. Filmen är gjord utifrån ett manus han skrev tillsammans med Scott Bindley. Filmen släpptes på Netflix den 3 maj 2019.

## Rollista
- KJ Apa – Griffin
- Maia Mitchell – Phoebe
- Jacob Latimore – Alec
- Halston Sage – Erin
- Tyler Posey – Ricky Santos
- Sosie Bacon – Audrey
- Mario Revolori – Reece
- Wolfgang Novogratz – Foster
- Jacob McCarthy – Chad
- Gage Golightly – Paige
- Audrey Grace Marshall – Lilah
- Greer Grammer – Christine
- Jackie Sandler – Tracey
- Norman Johnson Jr. – Mason
- Gabrielle Anwar – Griffins mor
- Ed Quinn – Griffins far
- Brenna Sherman – Sierra
- Gabriel "Minnow" Vigliotti – Zachary

## Produktion
I januari 2018 meddelades att KJ Apa kommer att inneha filmens huvudroll. I mars 2018 anslöt Jacob Latimore till produktionen och inspelningarna planerades att färdigställas 7 maj 2018. I april 2018 anslöt Maia Mitchell och i maj 2018 anslöt även Tyler Posey och Forrest Goodluck.